# Gare de Furiani
La gare de Furiani est une gare ferroviaire française de la ligne de Bastia à Ajaccio (voie unique à écartement métrique), située sur le territoire de la commune de Furiani, dans le département de la Haute-Corse et la Collectivité territoriale de Corse (CTC). Elle dessert le Stade Armand-Cesari (dit aussi stade de Furiani).
Construite par l'État, elle est mise en service en 1888 par la Compagnie de chemins de fer départementaux (CFD). C'est une gare des Chemins de fer de la Corse (CFC), du « secteur périurbain de Bastia », desservie par des trains « grande ligne ». 

## Situation ferroviaire
Établie à 7 mètres d'altitude, la gare de Furiani est située au point kilométrique (PK) 5,830 de la ligne de Bastia à Ajaccio (voie unique à écartement métrique), entre les gares de La Rocade (AF) et de Saltatojo (AF), 
Gare d'évitement, elle dispose d'une deuxième voie pour le croisement des trains.

## Histoire
Construite par l'État, la « station de Furiani » est mise en service le 1er février 1888 par la Compagnie de chemins de fer départementaux (CFD) lors de l'ouverture à l'exploitation de la section de Bastia à Corte du chemin de fer d'Ajaccio à Bastia. Elle est alors desservie par le chemin vicinal ordinaire n°1 qui la relie au village.

## Service des voyageurs

### Accueil
Gare CFC, elle dispose d'un bâtiment voyageurs, avec guichet ouvert du lundi au vendredi et fermé les samedis dimanches et jours fériés. Le quai latéral dispose d'un abri.
Un passage planchéié permet la traversée de la voie principale et l'accès au quai central.

### Desserte
Furiani est desservie par des trains CFC « grande ligne » des relations : Bastia - Ajaccio, ou Corte, et Bastia - Calvi. C'est également une gare du « Secteur périurbain de Bastia » desservie par des trains CFC de la relation Bastia - Casamozza.

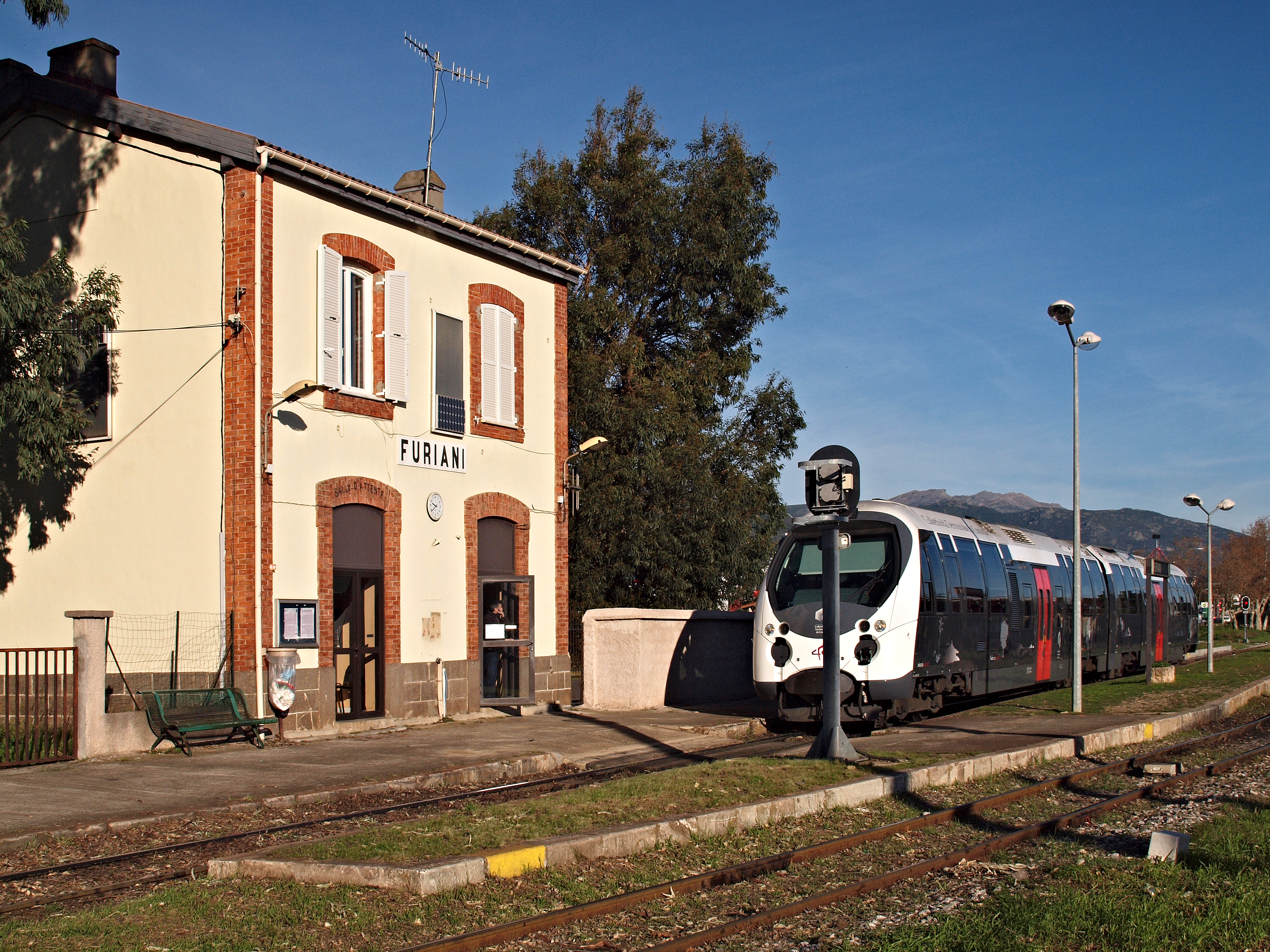
Desserte par un autorail AMG 800 en 2009.

### Intermodalité
Le stationnement des véhicules est possible à proximité. Elle est à quelques mètres de l'entrée du Stade Armand-Cesari (dit aussi stade de Furiani).